# Walker's Cay
Walker's Cay är en ö i Bahamas.   Den ligger i distriktet Grand Cay District, i den norra delen av landet, 270 km norr om huvudstaden Nassau. Arean är 0,12 kvadratkilometer.
Terrängen på Walker's Cay är mycket platt. Öns högsta punkt är 4 meter över havet. Den sträcker sig 0,6 kilometer i nord-sydlig riktning, och 0,7 kilometer i öst-västlig riktning.